# Ward-Methode
Die Ward-Methode ist eine musikalische Unterweisungsmethode für Kinder, die auf der relativen Solmisation beruht und zunächst zur Stimm- und Gehörbildung dient. Sie wurde von der US-amerikanischen Musikpädagogin Justine Bayard Ward (1879–1975) für den Musikunterricht an den amerikanischen Grundschulen entwickelt.
Die Ward-Methode ist eine rein vokale Methode. Musikalische Erfahrungen werden dabei den Kindern über die Singstimme vermittelt. Sie soll zugleich dazu dienen, den Kindern schon ab der ersten Klasse ein sicheres Rhythmus-Gefühl beizubringen. Dies gelingt durch ein tägliches etwa 20-minütiges Training in der Schulzeit. Außerdem eröffnete Ward für alle Kinder, egal welche Grundkenntnisse vorhanden sind, eine Einführung in die Welt der Musik. Die Ward-Methode ist zudem durch einfache Gestik mit körperbezogenen Handzeichen sehr vielseitig und einfach zu lernen. Es wird mit den Silben: do; re; mi; fa; sol; la; ti; do in der Ward-Methode gearbeitet. Durch die eben genannten Gestiken können sich die Kinder so besser orientieren und mit Freude daran teilnehmen.
Die Methode hat sich nicht nur im Grundschulunterricht, sondern auch bei der systematischen musikalischen Arbeit mit Kinderchören bewährt. Sie wird auch an der Grundschule der Regensburger Domspatzen, der Kölner Domsingschule und der Aachener Domsingschule eingesetzt.